# Ermita de Santa María de Tiermes
L'ermita de Santa María de Tiermes és un temple catòlic d'estil romànic situat al costat del jaciment arqueològic de Tiermes (Montejo de Tiermes), a la província espanyola de Sòria. Es tracta d'un edifici de planta rectangular amb absis semicircular en la seva capçalera. Té una sola nau i disposa de galeria porticada en el costat sud. Va ser construïda al segle xii.

## Història
No hi ha dades sobre el manteniment del poblament de Tiermes durant l'època musulmana. Durant el segle xii es va construir una església d'estil romànic i un monestir, si bé, el poblament de Tiermes va perdre la seva importància enfront del nucli de Caracena, constituït en la seu de la comunitat de vila i terra. Es desconeix la data exacta de construcció de l'església, si bé existeix una inscripció amb la data de 1182 i el nom de Domingo Martín. No se sap si es refereix a la construcció de l'església, a la del pòrtic o a l'execució d'alguna de les obres escultòriques. Durant el segle xvi, la zona es va despoblar i l'església es va transformar en una ermita sota l'advocació de Santa María de Tiermes.
En l'actualitat es conserva el culte durant l'època estiuenca. Existeixen també dos romiatges, celebrada la primera, el tercer diumenge de maig i la segona el 12 d'octubre, en commemoració dels costums camperols d'assegurar les collites i en acció de gràcies pels resultats d'aquesta.

## Arquitectura

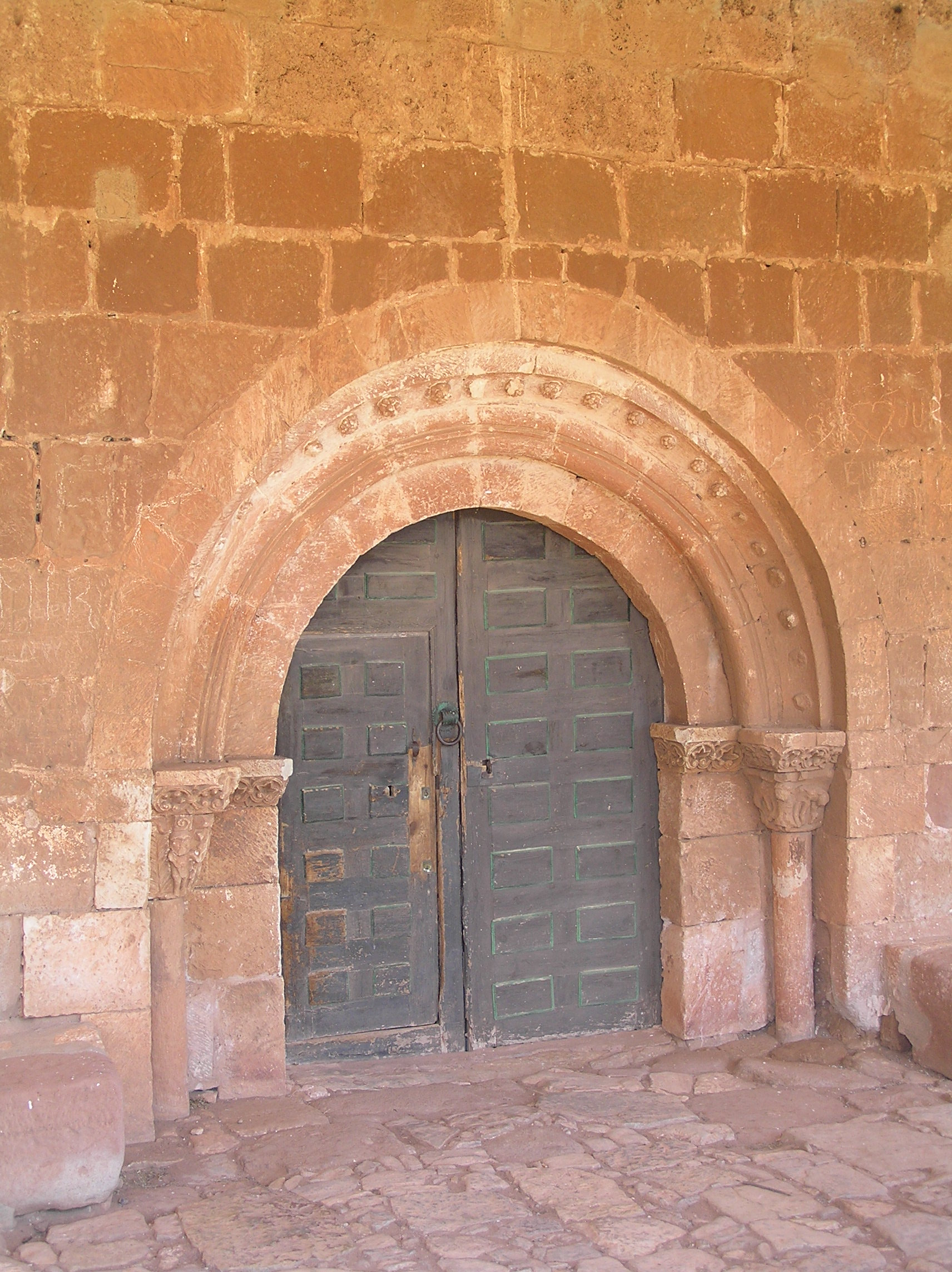
Porta d'accés de l'ermita de Santa María de Tiermes.

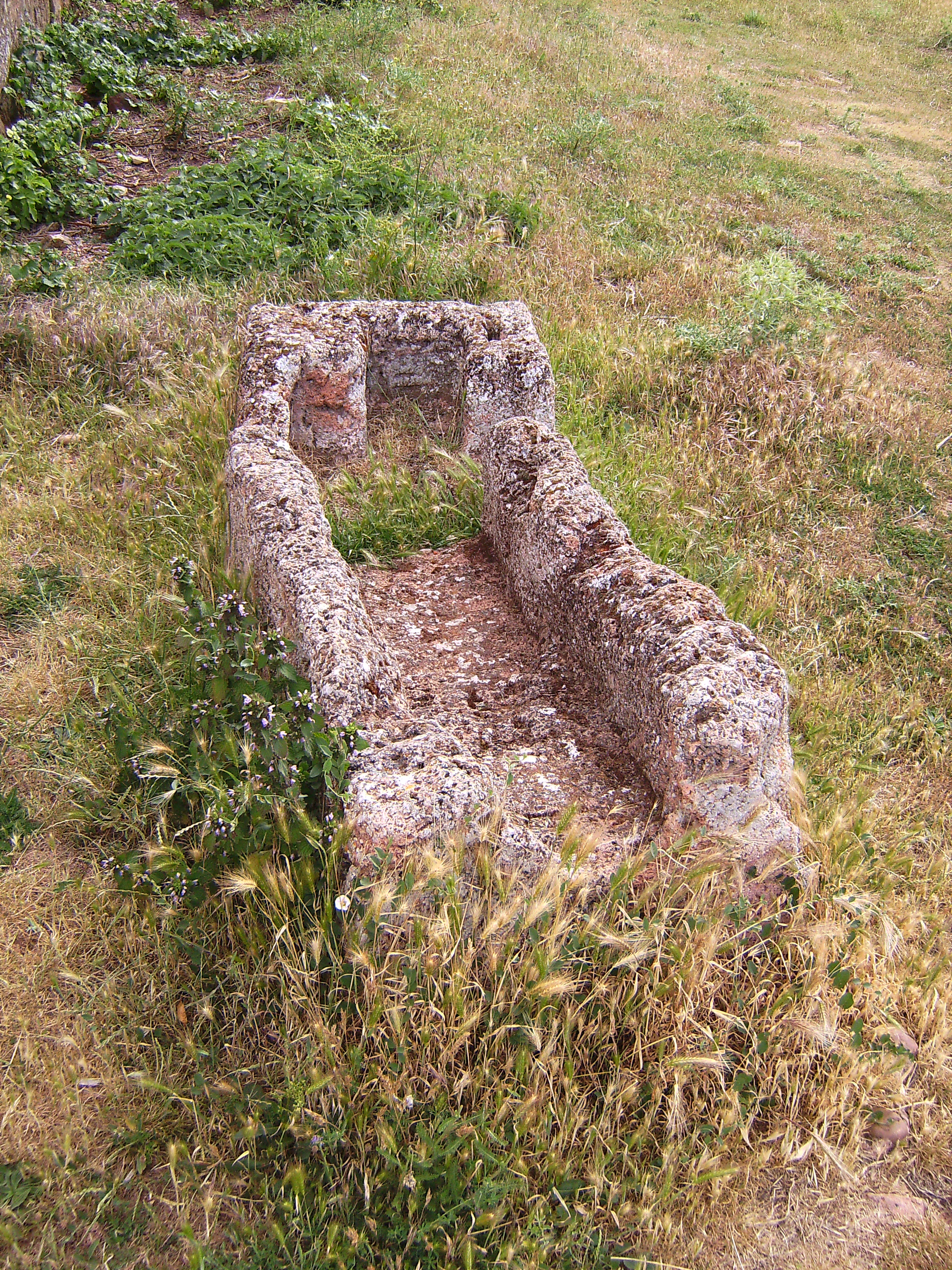
Sarcòfag del cementeri medieval situat juntament a l'ermita.

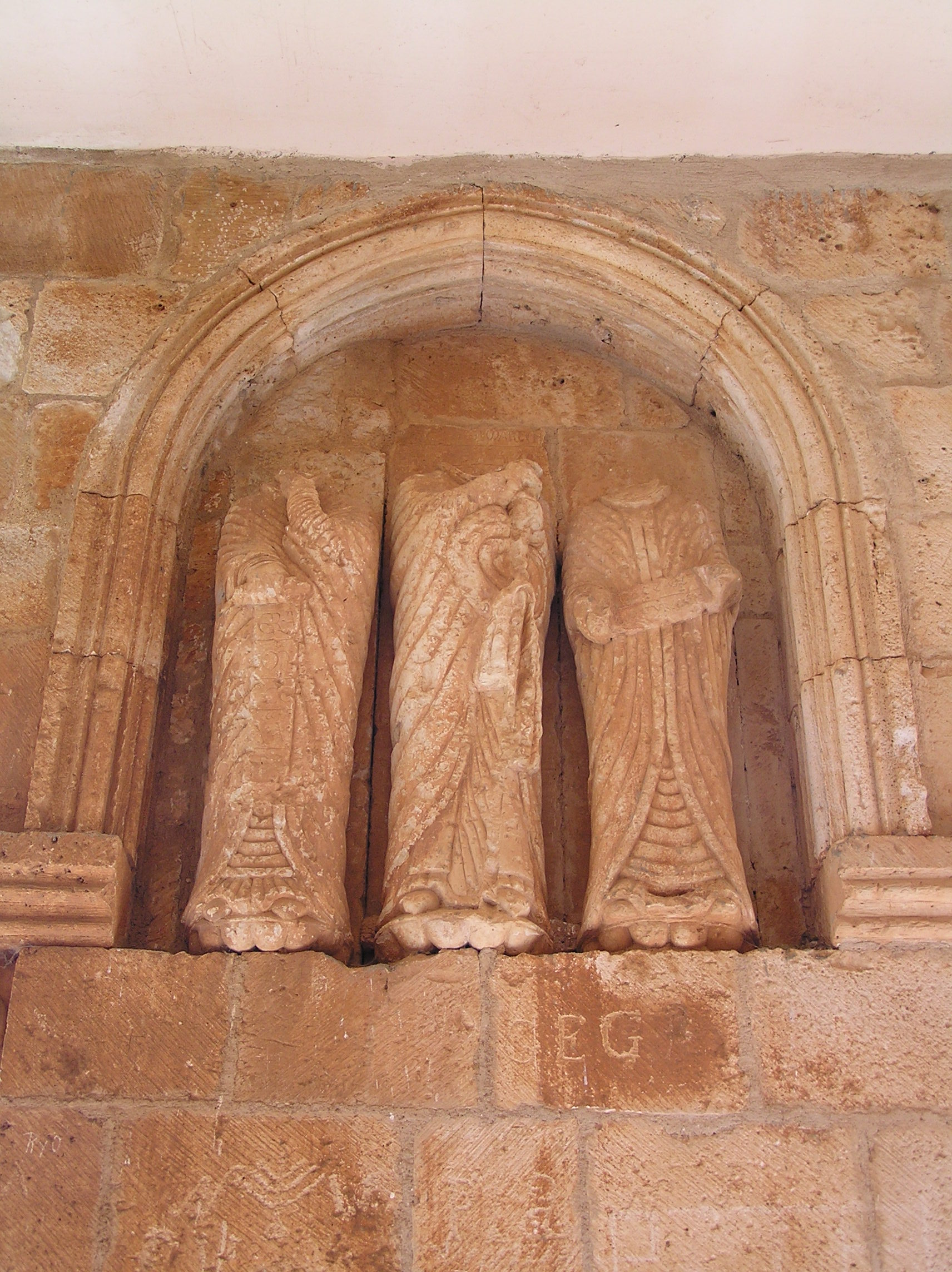
Fornícula en la façana sud.

L'ermita disposa d'una única nau en la capçalera de la qual es troba un absis semicircular. Disposa d'un petit presbiteri. Els murs són de carreus. El resultat és una església de grandària superior a les edificacions romàniques contemporànies del camp sorià. En el costat sud es troba una galeria porticada. La porta d'accés es troba també en la façana sud, protegida pel pòrtic. La porta disposa d'arquivoltes de mig punt que es recolzen en columnes. Al capitell esquerre s'hi representen Adam i Eva i la serp, mentre que en el dret apareixen i dos quadrúpedes i un individu amb turbant.
La galeria porticada té cinc obertures. Té dos accessos, un pel sud, a través de l'obertura central -el qual no es troba alineat amb la porta d'accés a la nau- i un altre per l'est. Les obertures són arcs de mig punt que descansen sobre columnes geminades, les quals es recolzen en un podi. Es troben separats per agulles. Els capitells, en nombre de dotze, són, juntament amb la decoració escultòrica de la façana sud, el més ressenyable del conjunt. En ells, es troben representats temes habituals de la iconografia del romànic, com a motius vegetals i geomètrics -com un motiu d'encistellat o niu d'abella provinent del monestir de Santo Domingo de Silos-, animals fabulosos, com sirenes, griu i centaures, i escenes bíbliques, bèl·liques o de caça. Una imposta bisellada discorre per tota la galeria i s'integra amb els cimacis dels capitells. Existeix la hipòtesi que el pòrtic va ser desmuntat i tornat a muntar en algun moment de l'Edat moderna. Un capitell que va pertànyer a l'ermita és avui dia al museu de la catedral del Burgo de Osma.
Dins d'una fornícula, en la façana sud i també a l'interior del pòrtic, es troben tres escultures que porten cartels amb una inscripció en llatí que es tradueix com «Doneu i se us donarà. Domingo Martín em va fer. Any de 1182».
Des de l'època visigoda, la zona va ser escenari d'enterraments. A partir del segle xi i fins al xv, la zona d'enterraments es va traslladar a l'exterior del temple. Es tractava de tombes orientades d'oest -capçalera- a est -peus-, d'ortostats o utilitzant sarcòfags.